# Profesor Pyg
El Profesor Pyg (cuyo nombre real es Lazlo Valentín) es un supervillano húngaro que aparece en los cómics publicados por DC Comics, comúnmente enemigo de Batman.
Michael Cerveris interpretó al personaje en la cuarta temporada de Gotham en el Universo Extendido de DC.

## Historial de publicación
Creado por Grant Morrison y dibujado por Andy Kubert. Su primera aparición sucedió en Batman #666 (julio de 2007). Morrison describe al personaje como "uno de los personajes más raros y locos que haya estado en Batman. Escuchamos mucho sobre Batman frente a villanos locos, pero tratamos de hacer que este tipo parezca realmente perturbado y desconectado".
Las principales inspiraciones de Grant Morrison para el personaje provienen de la canción "Pygmalism", escrita por Momus para Kahimi Karie. Tanto la canción como el personaje son referencias a la obra Pygmalion, que se refleja en el deseo del personaje de transformar a las personas en un estado idealizado.

## Biografía del personaje ficticio
Batman (Bruce Wayne) aprende por primera vez sobre el profesor Pyg cuando captura a su minion Mister Toad. El profesor Pyg proclama el "Año del cerdo", y él y su Circo de lo Extraño aparecen en Gotham City como parte del plan de Simon Hurt. El profesor Pyg comienza una campaña para hacer que la gente sea "perfecta", y sus secuaces capturan a Robin (Damian Wayne).
El profesor Pyg intenta liberar una droga adictiva que destruye la identidad en forma de virus, utilizando sus Dollotrons, humanos lobotomizados sin género con máscaras especiales fusionadas en sus caras. Anteriormente vendió la droga a pandillas, que la usaban para controlar a las prostitutas. El profesor Pyg también planea convertir a Robin en otro Dollotron. Él es frustrado por Batman, quien obtiene la ubicación del profesor Pyg a partir de su secuaz capturado, Phosphorus Rex. Batman llega al escondite del parque de atracciones en desuso del profesor Pyg (utilizado anteriormente por el Guasón en The Killing Joke) después de que Robin se escapa de las garras de éste. Juntos, logran someter al Profesor Pyg y su Circo de lo Extraño, y capturan a la mayoría de los Dollotrons.
El profesor Pyg fue arrestado y llevado a la Penitenciaría de Blackgate. Más tarde fue liberado por los ejecutores de Simon Hurt, el grupo de 99 Demonios. Una parte importante del plan de Simon Hurt y el Guante Negro, Pyg causa estragos en Gotham con su infección viral. Batman y el comisionado Gordon son capturados por la banda de los 99 Demonios, y aparece un ejército gigante de Dollotrons. Batman se libera, pero el profesor Pyg planea convertir a Gordon en una "fiesta" que se celebra en Crime Alley. El plan está frustrado por Batman y el Guasón (que ha capturado a Robin); Se revela quel  Guasón es el oponente del Dr. Simon Hurt. El Guante Negro se terminó con el gas de risa del Guasón. El profesor Pyg y Simon Hurt casi son capturados por Batman, pero lo someten usando al drogado Gordon.
Robin fue liberado por el Guasón como parte de un plan para detener al Dr. Simon Hurt. Robin agrede la furgoneta del profesor Pyg y libera a Gordon, pero fue capturado por la banda de los 99 Demonios. El profesor Pyg deja a Hurt y sus 99 demonios para perseguir su propia agenda en la ciudad. Simon Hurt se hace pasar por Thomas Wayne, y casi derrota a Batman y Robin hasta que Bruce Wayne llega como el Batman original. Wayne sigue luchando contra Simon Hurt, y envía a Robin y Grayson a buscar al profesor Pyg.
Después el profesor Pyg se encuentra en el centro de la zona de infección del virus, rodeado de Dollotrons y numerosos adictos. Él está usando un dispositivo que dice que traerá a los adictos "salvación"; El dispositivo es un convertidor móvil de Dollotron. Grayson y Robin derrotan al profesor Pyg, atrayéndolo fuera de la multitud engañándolo con su "madre". Él es llevado a Arkham Asylum.
Un nuevo villano llamado Hijo de Pyg aparece brevemente como un agente de la organización Leviatán. Batgirl lo derrota durante un complot para convertir a un grupo de adolescentes mercenarios en entrenamiento en agentes de Leviatán. Su nombre real se revela como Janosz Valentin alias "Johnny Valentine".
Otto Netz, también conocido como Doctor Daedulus, reveló más tarde a Batman (el devuelto Bruce Wayne) que Lazlo Valentin era un exagente de su organización de espías Spyral que se volvió loco después de haber sido expuesto a un agente químico que erosiona la mente de su propio diseño.
El Profesor Pyg anterior a Flashpoint aparece en la serie limitada de Convergencia donde un grupo de villanos de Flashman previos a Flashpoint, incluidos el Acertijo y el Profesor Pyg, intentan enfrentarse a Thomas Wayne, el Batman de la moderna Tierra-Dos reimaginada (quien comúnmente se equivoca) para el difunto Flashpoint Batman debido a un traje similar). Estos villanos, viéndolo como un simple obstáculo, atacan en masa. Esta versión del profesor Pyg eventualmente se matará cuando Thomas Wayne se explote a sí mismo como una táctica de demora.

### The New 52
En septiembre de 2011, The New 52 reinició la continuidad de DC. En esta nueva línea de tiempo, el profesor Pyg es reintroducido como parte de un grupo de internos de Arkham Asylum que intentan escapar de las instalaciones durante un motín, pero fueron detenidos por Batman (Bruce Wayne) y Grayson. Más tarde, durante la guerra con la organización Leviatán, a través de la investigación, Batman descubre que la "Madre de las uñas" del profesor Pyg es en realidad Talia al Ghul.
Durante la historia de Maldad Eterna, cuando el Sindicato del Crimen de América llega de otro universo para conquistar el mundo, la Tierra se hunde en el caos y Gotham City se divide por sus criminales en ausencia de Batman. En medio del desastre, el profesor Pyg usa el Gotham Memorial Hospital como su escondite durante la división. El profesor Pyg, con su ejército de Dollotron, sedaba a peatones desconocidos y los operaba innecesariamente. Sin embargo, el reinado del profesor Pyg es efímero porque El Espantapájaros se acerca al Profesor Pyg en el hospital para ver si entregará sus suministros y Dollotrons a los seguidores del Espantapájaros. Bane se acerca más tarde al profesor Pyg y lo obliga a unirse a su causa.

### DC Rebirth
En este universo relanzado, la furgoneta blanca del profesor Pyg fue seguida por Birds of Prey y se le impidió hacer Dollotrons. Se descubrió que había caído con la misma enfermedad que afectaba al resto de los machos en Gotham, que finalmente fue rastreado hasta el culto de las "Hijas de Gotham".
En la secuela de Watchmen, Doomsday Clock, el profesor Pyg se encuentra entre los supervillanos que asisten a la reunión clandestina celebrada por el Acertijo que habla sobre la Teoría de los Supermen.

## Dollotrons
Los Dollotrons son el ejército de personas robóticas controladas por la mente del Profesor Pyg. Usan vestidos de muñeca y tienen máscaras de muñecas unidas permanentemente a sus caras originales. Las mascarillas no se pueden quitar quirúrgicamente. El proceso de crearlos no se describe en detalle, pero está implícito que involucra cirugía cerebral, mutilación genital y drogas que alteran la mente.
Son cientos y pueden aparecer repentinamente cuando Pyg está alrededor.
Un prominente Dollotron es Scarlet, la hija de una de las víctimas rusas de Pyg. A Pyg se le impidió completar su transformación y ella permanece sana. Más tarde se une a Capucha Roja como su compañero. Su máscara finalmente se desgasta por sí sola, pero puede haber un daño duradero.

## Otras versiones
En un posible futuro representado en la historia de Batman en Belén, el profesor Pyg y algunos miembros del Circo de Strange se han convertido en jefes de crimen en Gotham City. La policía lo encuentra muerto sin su máscara, crucificado boca abajo en una iglesia. También se ve un Dollotron especial, una mejora en los modelos más antiguos.

## En otros medios

### Televisión
- El profesor Pyg tiene un cameo en Batman: The Brave and the Bold. En el episodio "¡Los caballeros del mañana!", Se lo ve luchando contra Batman y Robin junto con el Sr. Toad, Flamingo y Rey Kraken.
- El profesor Pyg aparece como un villano recurrente en Beware the Batman, con la voz de Brian George.[14][15] La violencia del personaje fue atenuada por los creadores de la serie, aunque Pyg todavía se muestra usando herramientas quirúrgicas como armas.[16] El profesor Pyg y el señor Toad están representados en la serie como eco-terroristas que cazan y cometen delitos contra aquellos a quienes encuentran culpables de lastimar a los animales y poner en peligro sus hábitats. Pyg también se muestra como excepcionalmente fuerte, incluso mostrando la habilidad de levantar a Batman por encima de su cabeza y lanzarlo. Pyg se muestra como un médico loco, realizando experimentos en los cuales los humanos se transforman en animales.
- El profesor Pyg aparece en la serie de acción en vivo Gotham, interpretado por Michael Cerveris.[17] Según el productor ejecutivo Bryan Wynbrandt, "Pyg va a ser una gran parte de la temporada. Ese es nuestro gran villano de la primera mitad".[18] Michael Cerveris aclaró que es poco probable que los Dollotrons de Pyg aparezcan en la Temporada 4: "Sabes cuánto le gustaron los Pyg en los cómics, pero diría que se centra más en las cosas que hacer con la ciudad y con Jim Gordon. [sic]. Su principal razón para existir no son los Dollotrons. Es posible que los Dollotrons sean una parte posterior de su vida. Eso no significa que simplemente decidieron deshacerse de él".[19] Esta versión del personaje se introdujo en el episodio de la cuarta temporada "Hog Day Afternoon" como un asesino en serie que ataca a policías corruptos y los viste con cabezas de cerdos. Cuando él y el detective Jim Gordon finalmente se encuentran, dice que está apuntando a todos los policías sucios en la nómina de Oswald Cobblepot y que sufrió una profunda pérdida a manos de los "cerdos codiciosos" en el poder. En "A Dark Knight: Let Them Eat Pie", el profesor Pyg se hizo pasar por un rabino y mató a algunas personas sin hogar en Squatter's Row para extraer sus órganos. Con la ayuda de algunos empleados contratados haciéndose pasar por camareros, el profesor Pyg se hizo pasar por chef e infiltró en un evento de caridad en Falcone Home and School for Orphans para hacer que Oswald Cobblepot, Sofia Falcone y los presentes comieran empanadas de carne llenas de personas sin hogar. órganos Gordon logró derrotar al profesor Pyg, quien es arrestado por la policía. Se encontró que Pyg, mientras estaba encarcelado, alteró su cara con varillas de metal para ocultar su verdadera identidad como la de Lazlo Valentin (pronunciado "Valentine"), un asesino que escapó del sur. Después de que Gordon descubre esto, llegan a Arkham para encontrar que Valentin ya se había escapado. Durante la investigación de Gordon, Valentin le revela que en realidad es un asesino a sueldo mentalmente estable que formó parte de una complicada conspiración orquestada por Sofia Falcone para derrocar al imperio criminal de los pingüinos. El "Profesor Pyg" era simplemente una persona falsa que Valentin usó para aparentar falsamente ser un supervillano creciente no relacionado. Cuando Gordon amenazó con enviarlo a la Penitenciaría de Blackgate, Valentin finalmente es asesinado por Sofia Falcone, quien chantajea a un confrontado Gordon para que permanezca en silencio. Esto hizo que Gordon tomara el crédito de acabar con el profesor Pyg.

### Película
El profesor Pyg aparece en Suicide Squad: Hell to Pay, con la voz de James Urbaniak. Aparece por primera vez en su guarida tratando de operar en Dos Caras haciendo cicatrices en ambos lados y purificando completamente la personalidad de Harvey Dent. La operación es estrellada por Scandal Savage y Knockout que llegan para capturar a Pyg para "un paciente que necesita atención médica". Más tarde, lo atan en una silla en el apartamento de las dos mujeres hasta que se ve envuelto en la pelea entre ellas y el Escuadrón Suicida. Justo después de que Vándalo Salvaje llega a recoger la tarjeta "Get Out of Hell Free" para el Escuadrón Suicida, Pyg es tomado por los hombres de Savage ya que Savage tiene a Pyg para implantar quirúrgicamente la tarjeta "Get Out of Hell Free" en la cavidad torácica del inmortal. Una vez que la operación es exitosa, Savage lo mata cuando ya no es necesario. El cadáver de Pyg se encuentra más tarde atado en una silla como una advertencia para el Escuadrón Suicida.

### Videojuegos
- El profesor Pyg hace su debut en videojuegos en Batman: Arkham Knight, con la voz de Dwight Schultz.[15] Esta versión se presenta como un asesino en serie que secuestra a personas de todo el país bajo su frente "The Circus of Strange", donde los lleva de vuelta a Gotham y los convierte en lo que él llama "Dollotrons". Cualquier intento fallido de convertir a las víctimas en Dollotrons se deja mutilado como lo que Pyg llama sus experimentos fallidos "fallidos" (en los que las víctimas rechazadas tienen características distintivas: mordedura de tiburón, seis dedos en una mano, etc.), dejadas en la pantalla completa en los tejados y siempre acompañados de música de ópera. En sus archivos de audio, se puede escuchar a Pyg presentando los actos de su circo y más tarde se escucha la grabación de registros de audio similares a un diario para su hijo Janosz en el que habla sobre su trabajo con los Dollotrons y cómo tuvo que matar a la madre biológica de Janosz después de que ella se hizo imperfecto. En el "crimen perfecto" búsqueda lateral Batman lo rastrea al investigar los cadáveres que quedan atrás. Más tarde, Batman lo rastrea en el Pretty Doll Parlor en Ryker Heights. Después de una pelea contra el profesor Pyg y su grupo de Dollotrons, Batman lo derriba mientras se rompe la máscara de cerdo y rescata a los civiles cautivos. Batman luego lleva al profesor Pyg al Departamento de Policía de Gotham City será encerrado con los otros villanos.[20]
- El profesor Pyg tiene un cameo en Injustice 2. Se le ve durante el final de Capucha Roja que se le impide atacar a Scarlet con un cuchillo de carne.